# サンデー! サンシャイン! (わーすたの曲)
「サンデー! サンシャイン!」は、わーすたの6枚目のシングル。2020年8月12日にiDOL Streetから発売された。

## 概要
わーすたにとってグループ初の夏シングルで、「CD+Blu-ray」の2形態と「CDのみ」の1形態の2種3形態で発売。個別盤の販売はない。
「サンデー! サンシャイン!」は7月4日に開催された『エイベのアイドル夏祭り 哲、この部屋。』で初披露された。本作ではクリエイティブプロデューサーをもふくちゃんこと福嶋麻衣子が担当。アートワークデザインを禰夢嶌れいしが担当。衣装デザインは木村優が担当。振付はCRE8BOYが担当している。MVでは5人で一緒にダンスしている個所があるが、新型コロナウイルス感染症の流行の影響によりソーシャルディスタンスを取る必要があったため、メンバーごとに個別に撮影して編集で合成している。
「べちょべちょパンケーキ? feat.そこの君。a.k.a.ヲタ」は坂元、松田、小玉によるユニット曲で、8月2日に開催された『わーすたのゆうめいににゃるTV! 『サンデー! サンシャイン!』リリースイベントミニライブ』で初披露された。振付は長岡美紅が担当している。この楽曲の方向性を決めるときに廣川が｢可愛い三人だからこそちょっと罵られたい きつめの内容でも良いなー｣と発言したことが反映されている。2021年12月31日に坂元が卒業したあとは廣川、三品も参加するグループ曲となっている。「feat.そこの君。a.k.a.ヲタ」とあるとおり、メンバーではなくファンが歌うパートが存在する。音源ではこのパートでkatsuki.CF、Hiroki Sagawaがボーカル参加している。2023年3月26日にZepp Haneda (TOKYO)で開催された『The World Standard 〜8周年の愛をどうぞ!〜』から単独ライブ・単独イベントでは約3年ぶりに公演中の「声出し」が解禁され、この日より会場でファンが自分のパートを歌うことが可能となった。
「四季ドロップス」は7月18日に開催された『夏だ! ライブだ! わーすたワンマン!』で初披露された。振付はLICOが担当している。作詞・作曲がLiSAに楽曲を多く提供している草野華余子であり、LiSAのファンである廣川は情報公開される前から喜びのコメントをしていた。
新型コロナウイルス感染症の流行の影響により、ワンマンライブやリリースイベントを開催できない状況であるが、発売日までにすべての収録曲をライブ配信の形で初披露することができた。また、本作のリリース週にはオンラインでの夏フェスが立て続けに開催され、わーすたも参加した。これにより他のアイドルのファンへも本作を届けることができた。

### The World Standard 〜わーすた 5さいになりました!〜 @LINE CUBE SHIBUYA
2020年3月28日、LINE CUBE SHIBUYA(渋谷公会堂)でわーすたの結成5周年記念ライブ『The World Standard 〜わーすた 5さいになりました!〜』が無観客で開催された。チケットが完売していたにもかかわらず、新型コロナウイルス感染症の流行の影響により無観客での開催に変更された。しかし、無観客での開催となっても会場やセットリストや衣装などは変更せず、エイベックスの新しいプラットフォーム「mu-mo LIVE」を介して生中継で世界のファンにライブが届けられた。岸田勇気がバンドマスターを務める「NEKONOTE BAND」による生バンド演奏でのパフォーマンスがメインで、1stアルバム「The World Standard」に収録されていながら一度もライブで披露されたことのなかった「いまはむかし」の初披露もあった。
このライブでは「NEKONOTE BAND」のメンバーとして、バンドマスターの岸田勇気(Key)の他、2019年10月8日に代々木公園野外ステージで開催された『わーすた x NEKONOTEBAND FREE LIVE 〜ゆうめいに、にゃる!!!!!〜』からの続投で、tmsw（Bass）、きこり（Guitar）、そして産休に入ったむらたたむにかわり、神田リョウ（Drums）が参加した。新型コロナウイルス感染症の流行の影響による自粛期間中に、「NEKONOTE BAND」のメンバーがリモート環境で再集結し、Special Remote Sessionとして再び「NEKONOTE BAND SESSION」を演奏し、6月10日にYouTube上で公開された。

## 収録曲

### CD
1. サンデー! サンシャイン! [3:22]
作詞：hotaru (TaWaRa)、作曲・編曲：岸田勇気
2. べちょべちょパンケーキ? feat.そこの君。a.k.a.ヲタ [3:20]
作詞：鈴木まなか・katsuki.CF (Relic Lyric, inc)、作曲：鈴木まなか・katsuki.CF・TARO MIZOTE (Relic Lyric, inc)、編曲：TARO MIZOTE (Relic Lyric, inc)
3. 四季ドロップス [4:24]
作詞・作曲：草野華余子、編曲：岸田勇気
4. サンデー! サンシャイン!(Instrumental)
5. べちょべちょパンケーキ? feat.そこの君。a.k.a.ヲタ(Instrumental)
6. 四季ドロップス(Instrumental)

### Blu-ray

#### 通常盤
サンデー! サンシャイン! MUSIC VIDEO

#### mu-moショップ限定
The World Standard 〜わーすた 5さいになりました!〜 @LINE CUBE SHIBUYA
1. Overture
2. ちいさな ちいさな
3. いぬねこ。青春真っ盛り
4. タピオカミルクティー
5. SHINING FLOWER
6. Doki Doki♡today
7. Love Unmelt
8. スタンドアロン・コンプレックス
9. いまはむかし
  - ライブでは初披露となった。
10. きっとFor You!
  - メンバーがストリート生だった時代に歌っていた曲である。
11. キミ恋てれぱしー
  - メンバーがストリート生だった時代に歌っていた曲である。
12. わーすた5周年スペシャルメドレー
  - 完全なるアイドル
  - ゆうめいに、にゃりたい。
  - Just be yourself
  - NEW にゃーくにゃくにゃ水族館2
  - WELCOME TO DREAM
  - 大志を抱け!カルビアンビシャス!
  - らんらん・時代
  - Zili Zili Love
13. バスタブ・アロマティック
14. NEKONOTE BAND SESSION
  - 恋するにゃこたん 〜フリもフラレもあなたのまま〜
  - プリティー☆チャンネル
  - にこにこハンブンコ
  - アンバランス・アンサーズ
  - グーチョキパンツの正義さん
  - 約束だから
15. PLATONIC GIRL
16. とりお君と5人の物語(うるチョコメドレー)
  - プロローグ
  - うるとらみらくるくるふぁいなるアルティメットチョコびーむ
  - くらえ!必殺!!ねこパンチ★ 〜私達、戦うにゃこたん【レベル5】〜
  - メラにゃイザー!!!!! 〜君に、あ・げ・う♪〜
  - うるとらみらくるくるふぁいなるアルティメットチョコびーむ
17. KIRA KIRA ホログラム
18. 最上級ぱらどっくす
19. グレープフルーツムーン
20. ちいさな ちいさな -2020 ver.-
  - 曲の終了後小さな拍手の音が聴こえるが、これは客席側から見ていたスタッフによるものである。
21. ワンダフル・ワールド
22. 遮二無二 生きる!

## 音楽配信
CD発売日の8月12日に「CD盤」(スマプラ対応)に収録されている6曲が配信された。わーすたのシングルで先行配信が一切なかったのはメジャーデビュー以来初である。本作にアニメソングは収録されていいないが、世界初のスマホ向けアニソン定額配信サービス「ANiUTa」でも配信された。
太字の配信サービスはハイレゾ音源を配信していることを示す。MVは「サンデー! サンシャイン!」のMVも配信していることを示す。

### ライブ音源配信
CD発売日の8月12日にmu-moショップ限定の「CD+Blu-ray盤」(スマプラ対応)のBlu-rayに収録されている「The World Standard 〜わーすた 5さいになりました!〜 @LINE CUBE SHIBUYA」のうち、ライブ音源のみを一つのライブアルバムとして独立させ配信開始した。ライブ映像作品から音源のみを一つのライブアルバムとして独立させ配信するのは、「The World Standard 〜夢があるからついてきてね〜 @Zepp DiverCity(TOKYO) 2017.4.22」以来となる。当初はダウンロード配信のみで販売され、ストリーミング配信は一切なかったが、2021年10月27日にストリーミング配信も解禁された。なお、ハイレゾ音源の配信はない。Amazon Music Unlimitedおよびmora qualitasはハイレゾ音源、ロスレス音源ともストリーミング配信を見送った。Apple Musicもロスレス音源のストリーミング配信を見送った。
どのサービスもmu-moショップ限定の「CD+Blu-ray盤」(スマプラ対応)のBlu-rayに収録されている22曲が配信されている。

## イベント
新型コロナウイルス感染症の流行の影響でリリースイベントやmu-moショップスペシャルイベントは当初から予定されておらず、専らオンライン上でのイベントが開催されている。
| 日程                                       | イベント名                                                         | 会場                                     | 備考                     |
| ------------------------------------------ | ------------------------------------------------------------------ | ---------------------------------------- | ------------------------ |
| 2020年7月12日・8月1日・8日                 | mu-moトーク（テレビ電話トーク）会                                  | mu-moトーク                              | イベント内容は公式HP参照 |
| 2020年6月27日・28日・7月5日・8月15日・30日 | 生電話トーク会                                                     | 各個人の電話機                           | イベント内容は公式HP参照 |
| 2020年7月11日・26日                        | オンライン個別チェキ会                                             | LINE LIVE                                | イベント内容は公式HP参照 |
| 2020年7月19日・25日・8月10日               | ネットサイン会                                                     | LINE LIVE                                | イベント内容は公式HP参照 |
| 2020年9月5日                               | デジタルビンゴ大会 ＆ ネットサイン会                               | LINE LIVE                                | イベント内容は公式HP参照 |
| 2020年8月2日                               | 「集合ワイドチェキ」ネットサイン会                                 | OPENREC.tv                               | イベント内容は公式HP参照 |
| 2020年8月12日                              | 配信ミニライブ＆オンライン特典会                                   | teket (ミニライブ) YouTube Live (特典会) | イベント内容は公式HP参照 |
| 2020年8月15日                              | 第一回 わーすた「サンデー！サンシャイン！」発売記念 わーすたカップ | YouTube                                  | イベント内容は公式HP参照 |

このほか、『選んで！わーすたとぴったり20秒名場面キャンペーン！』も開催された。mu-moショップ限定の「CD+Blu-ray盤」(スマプラ対応)に封入されているスマプラムービーのPINコードを使って「The World Standard ~わーすた 5さいになりました!~ @LINE CUBE SHIBUYA」の動画をスマホにダウンロードし、お気に入りの場面を20秒間キャプチャ録画して、Twitterにアップする企画である。スマプラムービーを利用するキャンペーンはわーすたでは初の試みであり、mu-moショップ限定の「CD+Blu-ray盤」の販売促進を兼ねている。